# Eupatorus sukkiti
Eupatorus sukkiti is een keversoort uit de familie van de Scarabaeidae. De wetenschappelijke naam van de soort is voor het eerst geldig gepubliceerd in 1996 door Miyashita & Arnaud.